# Schlossbrücke
Schlossbrücke er en bro over Spree i Berlin, Tyskland.
Broen ligger i den østlige del af boulevarden Unter den Linden i byens centrum. Den forbinder gaden med Lustgarten og Museumsinsel. På den anden side af broen hedder strækningen Karl-Liebknecht-Strasse. Broen blev bygget mellem 1821 og 1824 efter tegninger af Karl Friedrich Schinkel.